# Hibiscus amambayensis
Hibiscus amambayensis är en malvaväxtart som beskrevs av Antonio Krapovickas och Fryxell. Hibiscus amambayensis ingår i Hibiskussläktet som ingår i familjen malvaväxter. Inga underarter finns listade i Catalogue of Life.